# Baby Huwae

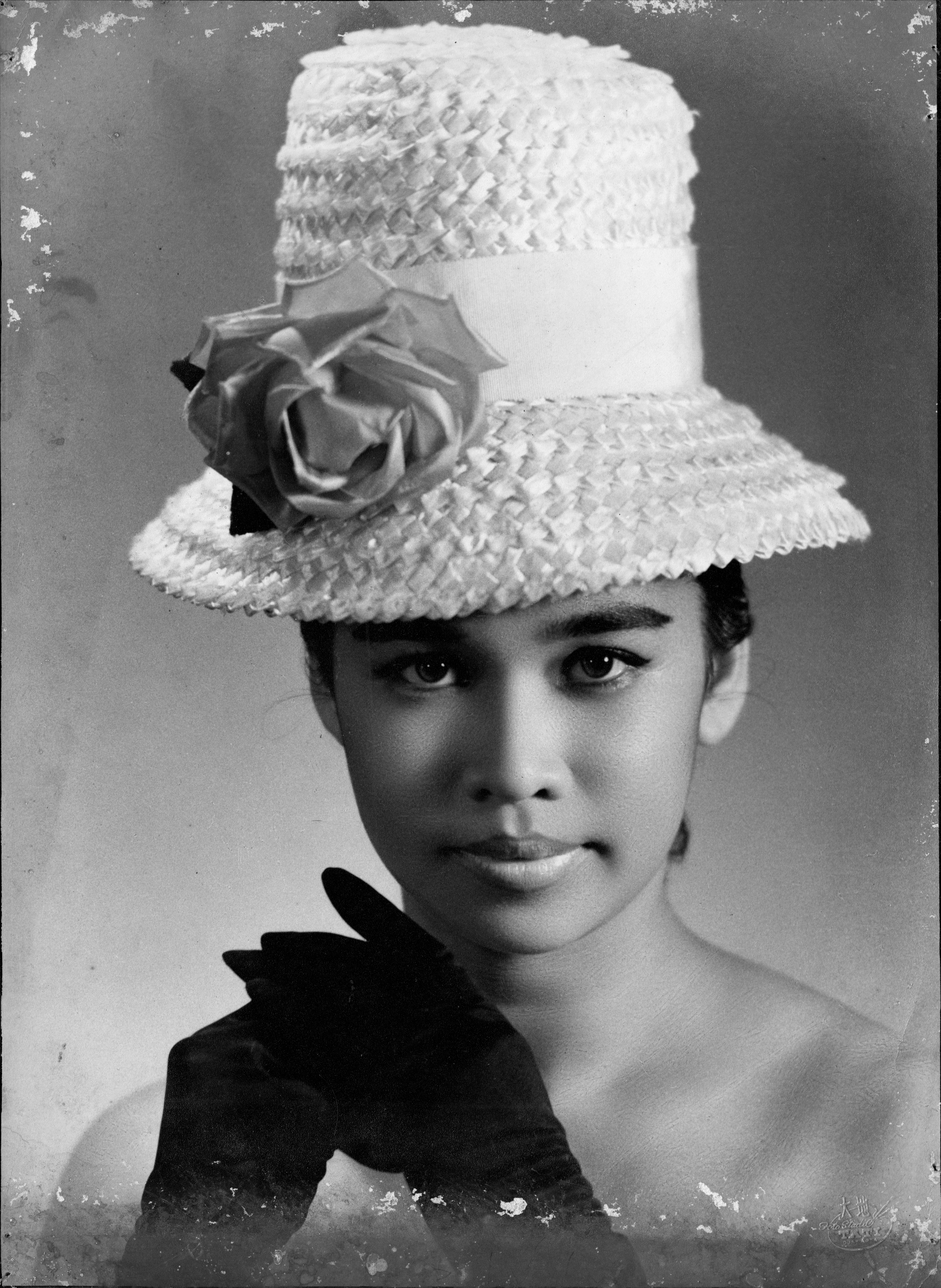
Baby Huwae ca.1963.

Baby Constance Irene Theresia Huwae (Rotterdam, 22 november 1939 – Jakarta, 5 juni 1989) was een model, filmactrice en zangeres van Indonesisch-Duitse afkomst.

## Biografie
In de vijftiger jaren verhuisde ze naar Indonesië om in Jakarta modellenwerk te gaan doen. Later ging ze ook in films acteren.
Na het succes in de film Asrama Dara (slaapzaal voor meisjes) in 1958 – een komische film van Usmar Ismail – won zij aan populariteit. De film gaat over een groep jonge vrouwen die in een slaapzaal samenleven. Hierin speelde Huwae de rol van stewardess Maria die een driehoeksverhouding heeft met een piloot en een handelaar. Dit werd haar bekendste rol.
De jaren hierna speelde zij in nog vijf films mee. Vanaf 1957 maakte ze als zangeres – samen met Rima Melati, Gaby Mambo en Indriati Iskak – deel uit van de meidengroep Baby Dolls.
In 1960 trouwde ze met Endang Karnadi. Met hem kreeg ze zeven kinderen. In haar huwelijksperiode richtte zij zich weer meer op het modellenwerk. Ook liet zij zich bekeren van het katholicisme tot de islam. In 1978 scheidde het paar. Met Dewi Soekarno (een van Soekarno’s vrouwen) zou zij nog de hadj uitvoeren. In 1966 is zij nog betrokken geweest bij een seksschandaal en verduistering van de toenmalige minister van de centrale bank Yusuf Muda Dalam.
De Singaporese krant Berita Harian meldt in 1978 dat Huwae nog is voorgesteld om de rol van Kartini – een Indonesische aristocrate en voorvechtster van de rechten van de vrouw – in een film te spelen. Vier jaar later is er een film over Kartini gemaakt, echter niet met haar.
Vanaf 1979 gebruikte Huwae de naam Lokita Purnamasari. Zij werkte toen een winkel, trad op als waarzegster en schreef columns in Javaanse kranten.
Ze was ook voorzitster van het Indonesische karate instituut.
In 1986 werd er bij haar leukemie gediagnosticeerd. Drie jaar later overleed ze en werd begraven in Menteng Pulo. Haar begrafenis werd bijgewoond door acteurs en musici, Soekarno's vrouwen Fatmawati en Hartini, als ook de zoons van Fatmawati, Guruh en Guntur Sukarnoputra.

## Filmografie
Tijdens haar eerste drie jaren van acteren verscheen Huwae in zes films.
- Asrama Dara (1958) (De meisjes slaapzaal)
- Djuara Sepatu Roda (1958)
- Tiga Mawar (1959)
- Serba Salah (1959)
- Gembira Ria (1959)
- Amor dan Humor (1961)
- Na een lange onderbreking – pas in 1971 – had ze nog een kleine rol in de film Tiada Maaf Bagimu.